# Latarka czołowa

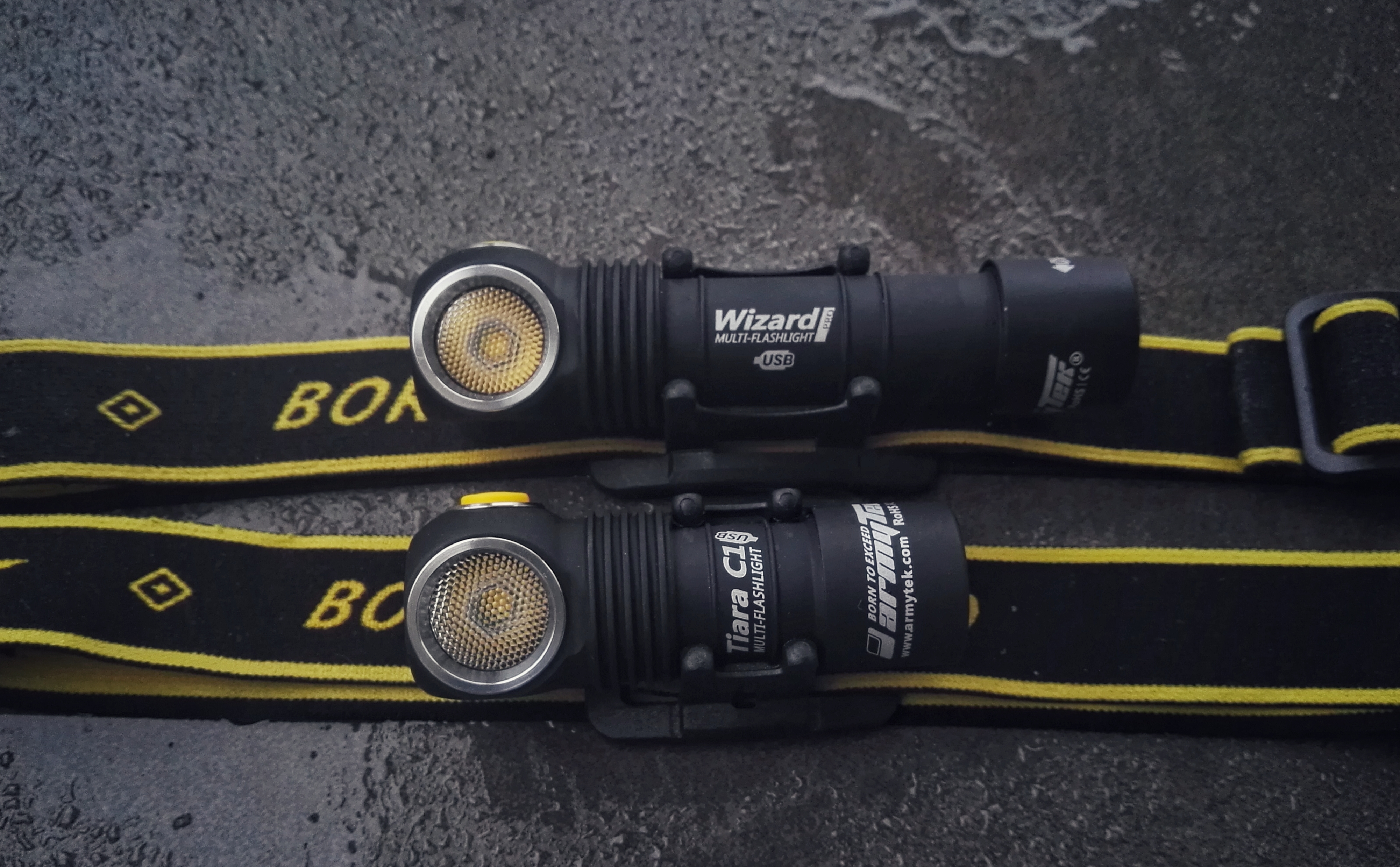
Nowoczesne latarki czołowe: Armytek Wizard PRO oraz Armytek Elf C1

Latarka czołowa (potocznie nazywana czołówką) jest latarką mocowaną bezpośrednio na czole lub kasku za pomocą specjalnych pasków. 
W porównaniu z latarkami ręcznymi, czołówki mają następujące zalety:
- nie zajmują rąk
- snop światła w naturalny sposób pokrywa się z kierunkiem zwrócenia głowy
- światło rozproszone przez reflektor i obudowę czołówki nie razi oczu
- dzięki korzystnemu usytuowaniu źródła światła, czołówka pozwala na optymalne oświetlenie przedmiotów widzianych z bliska (np. map), nawet przy stosunkowo niewielkiej intensywności świecenia

Ze względu na swobodę posługiwania się rękami, czołówki są szczególnie często wykorzystywane przez służby ratownicze, wspinaczy, grotołazów, wędkarzy oraz inne osoby liczące się z możliwością wykonywania jakiejkolwiek pracy w ciemności – turystów planujących nocny biwak, kierowców naprawiających po ciemku samochód, harcerzy itp.

## Rodzaje

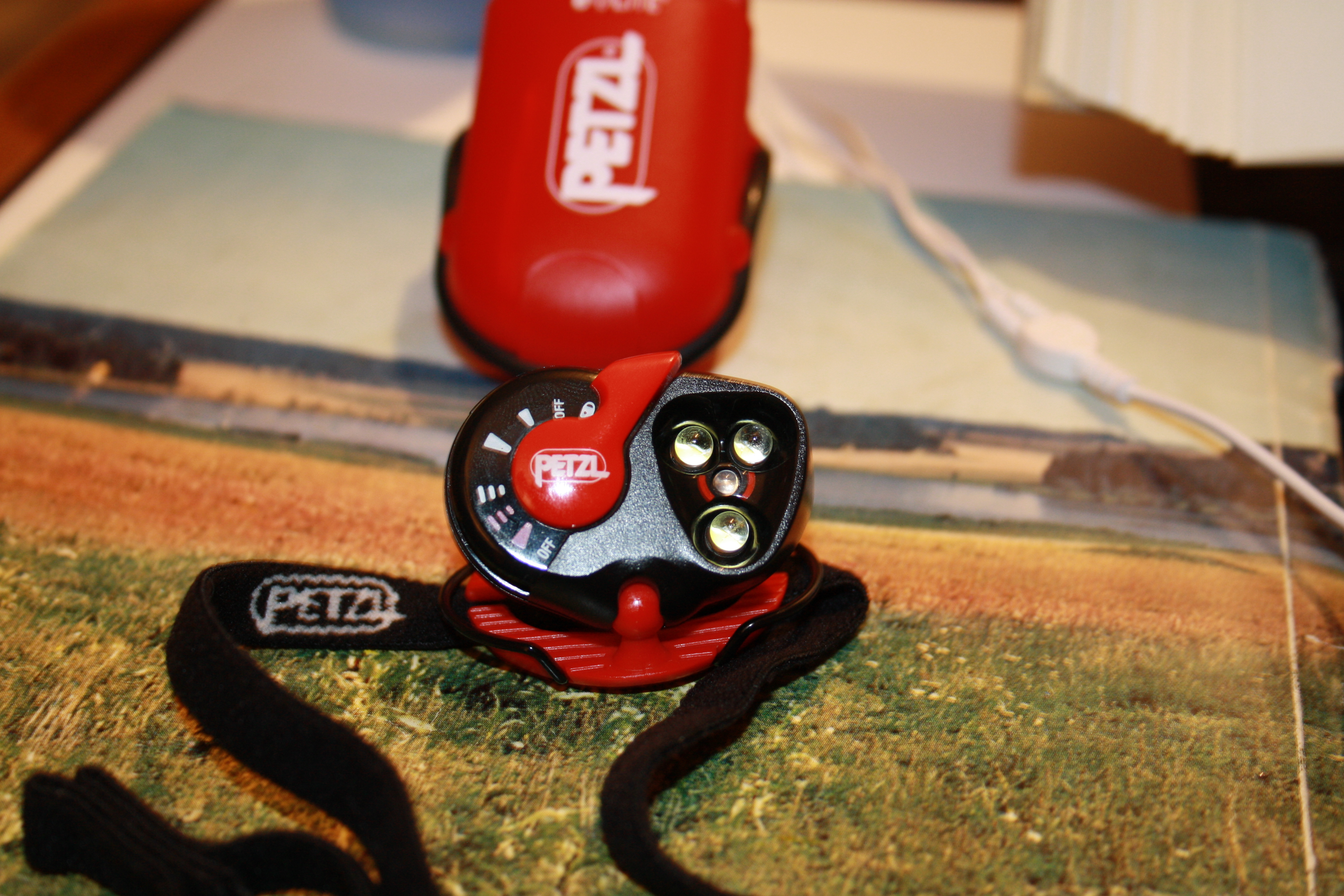
Czołówka firmy Petzl model E+lite. Zasilanie to dwie baterie CR2032, trzy białe diody 5 mm i jedna czerwona 3 mm

### Czołówki elektryczne
Przez długi czas najpopularniejszym zasilaniem latarek czołowych były baterie (najczęściej AAA lub AA) oraz akumulatory Ni-MH. Obecnie produkowane czołówki w znacznej mierze projektowane są pod kątem współpracy z akumulatorami litowymi w rozmiarze 18650, rzadziej 18350 lub 16340. Rekomendowane przez użytkowników ogniwa 18650: Sanyo GA, LG MJ1, czy Samsung 35E zapewniają nie tylko zauważalnie dłuższy czas pracy względem baterii alkaicznych, ale także większą moc umożliwiającą uzyskanie większej ilości światła. Współcześnie wartość na poziomie 1000 lumenów dostępna w najwyższym trybie raczej nikogo nie dziwi. Najmocniejsze z dostępnych na rynku czołówek są w stanie wyemitować ponad 3000 lm. 
Równie istotna jak możliwość wyemitowania ogromnych ilości światła jest także obecność bardzo słabych trybów, tzw. świetlików, mających mniej niż 1 lm. Taki typ światła umożliwia korzystanie z latarki bez odzwyczajania oczu od ciemności. 
W porównaniu z wcześniejszymi modelami, współczesne czołówki są lekkie i bardzo wydajne. Mogą one świecić nieprzerwanie przez kilkadziesiąt godzin (zależnie od wykorzystywanej intensywności świecenia). Tak wysoką wydajność osiągnięto na dwa sposoby – poprzez zastosowanie bardziej pojemnych źródeł zasilania oraz poprzez wykorzystanie oszczędnych emiterów (w tym głównie wysokowydajnych diod elektroluminescencyjnych LED. Ponadto najwyższej jakości modele umożliwiają pełniejsze wykorzystanie energii elektrycznej zgromadzonej w ogniwie dzięki zastosowaniu przetwornic napięcia (sterowniki typu boost / step-up). Moc elektryczna dostarczana do źródła światła może być w dużym stopniu niezależna od stopnia zużycia baterii). 
Nie bez znaczenia jest też możliwa do uzyskania w czołówkach diodowych duża jednorodność natężenia światła w oświetlanym polu dzięki zastosowaniu soczewek rozpraszających typu PMMA TIR. Starsze latarki czołowe, wyposażone w tradycyjne reflektory lustrzane, emitują światło skupione, punktowe. Taki typ odbłyśnika sprawia, że oświetlany jest jedynie wycinek koła na wprost oczu. Przekłada się to na większy zasięg czołówki, jednakże zapewnia niższy komfort pracy.

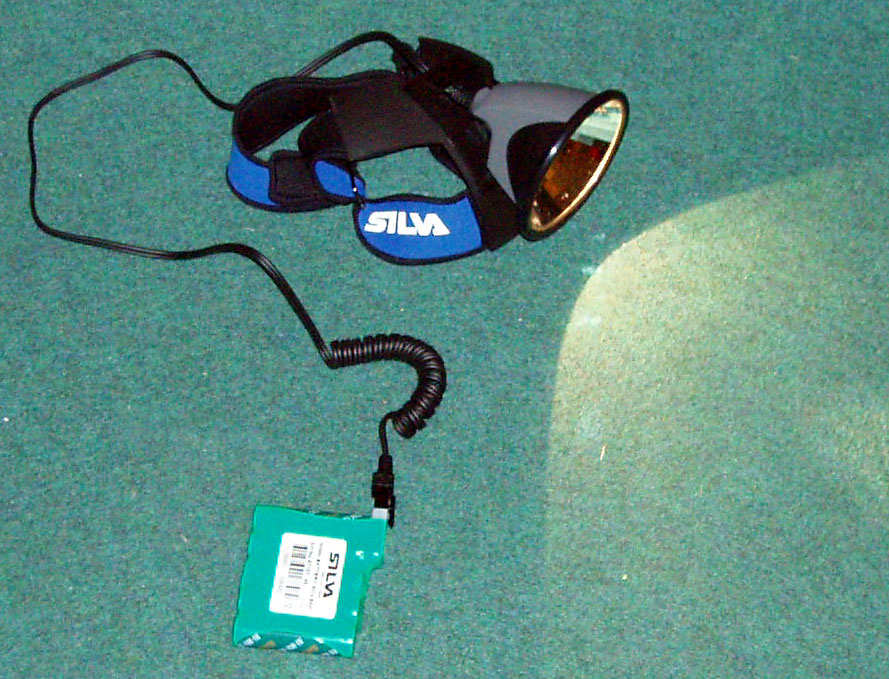
Czołówka firmy Silva z żarówką halogenową i bateriami do mocowania na pasie

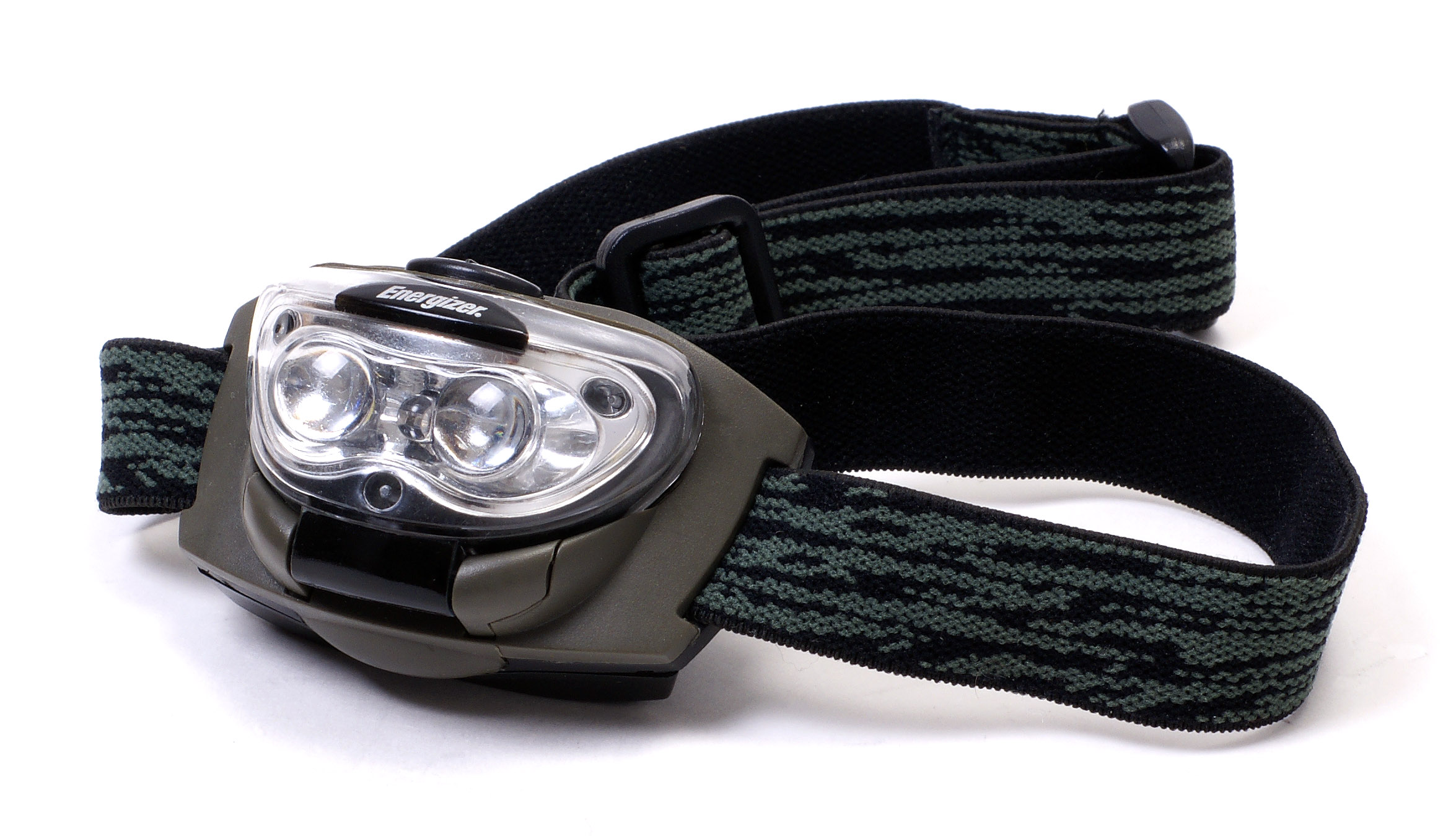
Czołówka firmy Energizer. Zasilana z trzech baterii AAA

Wśród produkowanych obecnie czołówek większość posiada możliwość regulacji kąta emisji w płaszczyźnie pionowej, a także stopniową lub płynną regulację natężenia światła. Część czołówek posiada kilka niezależnych źródeł światła; diody LED do umiarkowanego oświetlenia bliskiego obszaru w szerokim zakresie kątów oraz silne żarówki (lub nowoczesne, kilkuwatowe diody LED) do celów krótkotrwałego oświetlenia obszarów oddalonych o kilkadziesiąt i więcej metrów. 
Konstrukcja dobrych latarek czołowych jest w pełni odporna na wilgoć i całkowite zanurzenie pod wodą, oraz umożliwia pracę w szerokim zakresie temperatury. Starsze czołówki mogą nie radzić sobie z silnym mrozem, z kolei czołówki wykorzystujące silne diody LED mogą nie nadążać z chłodzeniem diody przy dużych temperaturach.
Dużą popularnością wśród użytkowników cieszą się latarki czołowe znanych firm produkujących sprzęt turystyczny i wspinaczkowy, np. Petzl, Mammut, Silva, a także firm specjalizujących się w produkcji latarek taktycznych, np. Olight czy Fenix. W ostatnich latach na popularności zyskują czołówki marek Armytek i ZebraLight kierowane do profesjonalistów oczekujących nie tylko dużej ilości światła, ale także najwyższej jakości wykonania.

### Czołówki acetylenowe
Czołówki acetylenowe składają się z palnika montowanego na kasku oraz z wytwornicy acetylenu. Palnik wyposażony jest często w zapalnik piezo-elektryczny. Wytwornica ma formę niewielkiego kubełka (walca) z wydzielonymi dwoma częściami: w jednej umieszcza się karbid, a w drugiej wodę. Woda w reakcji z karbidem wytwarza palny gaz acetylen, który elastyczną rurką dostaje się do palnika.
Czołówki acetylenowe były stosowane powszechnie w alpinizmie podziemnym.